# Rhododendron mainlingense
Rhododendron mainlingense là một loài thực vật có hoa trong họ Thạch nam. Loài này được S.H. Huang & R.C. Fang miêu tả khoa học đầu tiên năm 1986.